# Patrick Proisy
Patrick Proisy (* 10. September 1949 in Évreux) ist ein ehemaliger französischer Tennisspieler.

## Karriere
Ab 1968 trat Patrick Proisy bei professionellen Tennisturnieren an. In seiner ersten Saison stand er im Hauptfeld der French Open und erreichte die zweite Runde, da sein Gegner nicht zum Erstrundenmatch antrat. Im April 1971 erreichte er erstmals in Catania das Halbfinale eines ATP-Turniers, in welchem er sich dem späteren Turniersieger Jan Kodeš geschlagen geben musste. Im Viertelfinale der French Open 1971 unterlag er erneut Kodes. In Cincinnati verlor er im selben Jahr seine Halbfinalpartie gegen Stan Smith.
Im Jahr 1972 hatte er in Adelaide und Madrid weitere Halbfinals erreicht, bevor er bei den French Open 1972 zum ersten und einzigen Mal das Finale eines Grand-Slam-Turniers spielte. Dieses Finale verlor er in vier Sätzen gegen den Spanier Andrés Gimeno. Anfang 1973 schaffte er mit der Halbfinalteilnahme sein bestes Ergebnis bei den Australian Open; im Halbfinale besiegte ihn der Lokalmatador John Newcombe. Zwei Wochen später verlor er das Finale von Auckland gegen Onny Parun. In der Saison folgten Halbfinalniederlagen in Valencia, Monte Carlo, Madrid und Gstaad, wobei er bei den drei letztgenannten Turnieren jeweils gegen Ilie Năstase ausschied. Mit Platz 23 war er in dieser Saison am höchsten in der Weltrangliste platziert.
Seine nächste Halbfinalteilnahme folgte 1975 in Kairo, wo er Manuel Orantes in zwei Sätzen unterlag. Beim nächsten Aufeinandertreffen der beiden beim Finale von Bournemouth gewann erneut Orantes, dieses Mal in vier Sätzen. In Teheran verlor er seine Halbfinalpartie gegen Iván Molina. Im Mai 1976 verlor er in Florenz bei seiner vierten Finalteilnahme auf der ATP-Tour zum vierten Mal. Sein Gegner war der Titelverteidiger Paolo Bertolucci. Im folgenden Jahr gelang ihm in Hilversum bei der fünften Finalteilnahme sein erster Sieg, als er den Argentinier Lito Álvarez schlagen konnte.
Proisy trat zwischen 1971 und 1977 in zehn Begegnungen für die französische Davis-Cup-Mannschaft an. Er gewann 12 seiner 21 Matches.
Nach dem Turniersieg 1977 gelangen ihm nur noch vereinzelte Halbfinalteilnahmen, bis er sich 1981 aus dem aktiven Tennissport zurückzog. Nach seiner aktiven Tenniskarriere war Proisy als Manager im Sportbereich tätig. Er war beispielsweise Manager seines Schwagers Yannick Noah und Präsident des französischen Fußballclubs Racing Straßburg.

## Privates
Proisy ist mit Yannick Noahs Schwester Nathalie verheiratet.

## Erfolge

### Einzel

#### Turniersiege
| Nr. | Datum         | Turnier   | Belag | Finalgegner  | Ergebnis      |
| --- | ------------- | --------- | ----- | ------------ | ------------- |
| 1.  | 17. Juli 1977 | Hilversum | Sand  | Lito Álvarez | 6:0, 6:2, 6:0 |

#### Finalteilnahmen
| Nr. | Datum           | Turnier     | Belag | Finalgegner      | Ergebnis                 |
| --- | --------------- | ----------- | ----- | ---------------- | ------------------------ |
| 1.  | 4. Juni 1972    | French Open | Sand  | Andrés Gimeno    | 6:4, 3:6, 1:6, 1:6       |
| 2.  | 14. Januar 1973 | Auckland    | Rasen | Onny Parun       | 6:4, 7:6, 2:6, 0:6, 6:7  |
| 3.  | 18. Mai 1975    | Bournemouth | Sand  | Manuel Orantes   | 3:6, 6:4, 2:6, 5:7       |
| 4.  | 9. Mai 1976     | Florenz     | Sand  | Paolo Bertolucci | 7:6, 6:2, 3:6, 2:6, 8:10 |

### Doppel

#### Finalteilnahmen
| Nr. | Datum          | Turnier     | Belag | Doppelpartner | Finalgegner               | Ergebnis      |
| --- | -------------- | ----------- | ----- | ------------- | ------------------------- | ------------- |
| 1.  | 21. April 1973 | Monte Carlo | Sand  | Georges Goven | Juan Gisbert Ilie Năstase | 2:6, 2:6, 2:6 |